# Set-Point-Theorie
Die Set-Point-Theorie ist eine wissenschaftlich umstrittene These, nach der das menschliche Körpergewicht genetisch programmiert ist und nicht willentlich geändert werden kann. Die meisten Menschen besitzen dieser Theorie zufolge einen relativ stabilen Set-Point, auf den das Gewicht bei Abweichungen nach oben oder unten automatisch wieder zusteuert. So wie ein Thermostat die Temperatur in einem Raum reguliere, gebe es bei Erwachsenen ein individuelles Gewicht, das der Körper beibehalten wolle. Dieses Gewicht wird Set-Point-Gewicht genannt.

## Theorie
Der Begriff Set-Point stammt aus der Regulationstheorie der Kybernetik und bezeichnet einen Sollwert. Das theoretische Modell basiert auf der Annahme, dass der Körper stets versucht, einen Zustand der Homöostase aufrechtzuerhalten. Reguliert werde der Sollwert für das Gewicht von einer „Schaltstelle“ im Gehirn, genannt Ponderostat. Sie wird im Hypothalamus vermutet. Die Schaltstelle vergleiche ständig den Ist-Wert des Organismus mit dem eingestellten Sollwert und reagiere auf Abweichungen nach unten mit körperlichen Signalen wie Hunger. Der so genannte Hungerstoffwechsel, durch den der Grundumsatz des Körpers in Phasen unterkalorischer Ernährung reduziert wird, wird als Beleg für die Set-Point-Theorie angesehen.
Die Set-Point-Theorie will erklären, warum die meisten Menschen mit Adipositas trotz wiederholter Diäten zur Gewichtsreduktion langfristig nicht abnehmen und ihr Übergewicht behalten. Sie geht davon aus, dass ein vorhandener innerer Regelmechanismus für das Körpergewicht, der den Set-Point bestimmt, genetisch bedingt zu hoch eingestellt ist.
Bei einer modifizierten Set-Point-Theorie, die z. B. von Keesey vertreten wird, erhöht sich der zunächst normale Set-Point durch längerfristige Überernährung und bleibt dann dauerhaft auf dem neuen erhöhten Sollwert.

## Forschung
Mit Hilfe der Molekularbiologie versuchen Forscher, den Nachweis für einen solchen Regelkreis zu führen. Die Forschung ist jedoch längst noch nicht abgeschlossen. Die meisten publizierten Forschungsergebnisse beziehen sich auf Tierversuche.
Leibel und Hirsch untersuchten 1984 den Energiebedarf von gewichtsstabilen dicken und dünnen Personen. Der Energiebedarf pro Quadratmeter Körperoberfläche war vergleichbar mit 5989 kJ/m²/Tag (1432 kcal/m²/Tag) (Dicke) und 5608 kJ/m²/Tag (1341 kcal/m²/Tag) (Dünne). Nach einer Diät sank der Energiebedarf der Dicken auf 4270 kJ/m²/Tag (1021 kcal/m²/Tag) unter den Wert der dünnen Kontrollgruppe. Die Dicken nahmen 9079 kJ/Tag (2171 kcal/Tag) auf, weniger als die Dünnen mit 9535 kJ/Tag (2280 kcal/Tag). Und dies, obwohl sie noch 60 % mehr wogen als die dünne Kontrollgruppe.
In einer Studie von Sims und Kollegen aus dem Jahr 1968 wurde versucht, das Gewicht um 15 bis 25 % zu steigern. Dafür waren 25.000 bis 42.000 kJ/Tag (6000 bis 10000 kcal/Tag) nötig. Es wurden weit mehr kJ benötigt, als rechnerisch eigentlich zum Fettaufbau nötig wären.
Der Schwede Fredrik Nyström überprüfte die Folgen einer massiven Überernährung bei Bewegungsarmut, ähnlich wie es im Dokumentarfilm Super Size Me dargestellt war, unter Laborbedingungen. Dazu verdoppelten 18 Studenten ihre Zufuhr an Nahrungsenergie durch Fastfood und vermieden dabei sich zu bewegen. Nach dem Energiebilanzmodel hätten alle Studenten massiv zunehmen müssen. Dies war nicht der Fall. Die Zunahme war individuell stark unterschiedlich.
Die Set-Point-Theorie is nur ein Ansatz von vielen, um Gewichtsveränderungen zu verstehen. Insgesamt beeinflussen viele unterschiedliche Faktoren das Körpergewicht.